# 克尼什夫卡 (科澤利希納區)
49°16′11″N 33°36′38″E / 49.26972°N 33.61056°E
克尼什夫卡（烏克蘭語：Книшівка），是烏克蘭中部的村莊，隸屬波爾塔瓦州的克雷門丘克區。該村分別距離約西皮夫卡2.5公里和皮斯基4公里，處於普肖爾河左岸，海拔高度75米，2001年人口105。